# Jost Schömann-Finck
Jost Schömann-Finck (* 8. Oktober 1982 in Zell (Mosel)) ist ein ehemaliger deutscher Ruderer, der drei Weltmeistertitel gewann.

## Karriere
Das Rudern lernte er in seinem Heimatverein, der  Rudergesellschaft Zeltingen, für die er von  1997 bis 1999 bei den deutschen Jugendmeisterschaften im Leichtgewichtsrudern startete. Krönung war die deutsche Jugendmeisterschaft 1999 im Leichtgewichts-Doppelvierer in Renngemeinschaft mit Sportlern aus Mainz, Speyer und Hanau.
Nach Abschluss seiner Bootsbaulehre ließ sich Schömann-Finck in Treis-Karden nieder und startete von da an bis 2009 für die Rudergesellschaft Treis-Karden, er wurde dort von Michael Hippert trainiert. Seit dem Frühjahr 2006 rudert er gemeinsam mit seinem älteren Bruder Matthias im Riemenzweier. Trainiert wurden die beiden zunächst in Mainz von Diethelm Maxrath. Internationale Erfolge feierte er bei den Ruder-Weltmeisterschaften 2006 auf dem Dorney Lake und 2007 in Oberschleißheim, als er als Mitglied im Leichtgewichts-Achter jeweils Vizeweltmeister wurde.
2008 gelangte Schömann-Finck in den deutschen Leichtgewichts-Vierer ohne Steuermann, der sich bei der Qualifikationsregatta im polnischen Posen für die Olympischen Spiele in Peking nachqualifizieren konnte. In Peking erkrankten drei Ruderer, unter ihnen auch Schömann-Finck, so dass der Vierer nach einem souveränen Sieg im Vorlauf abgemeldet werden musste.
Zu Beginn der Saison 2009 schlossen sich beide Schömann-Finck Brüder nach dem Weggang von Diethelm Maxrath aus Mainz der Trainingsgruppe am Bundesstützpunkt Saarbrücken an. Bei den Weltmeisterschaften 2009 im polnischen Poznań gewann Schömann-Finck den Weltmeistertitel im Leichtgewichts-Vierer gemeinsam mit seinem Bruder Matthias und den Zwillingen Jochen und Martin Kühner. Die Mannschaft war bereits in der Saison 2009 zweite im Gesamtweltcup im Leichtgewichts-Vierer geworden und errang drei Wochen nach dem Weltmeistertitel noch eine Silbermedaille bei den Europameisterschaften im belarussischen Brest. Im Herbst 2009 gab Schömann-Finck seinen Wechsel zum RV Saarbrücken bekannt, so dass der gesamte Weltmeister-Vierer für diesen Verein startete.
2010 wurde Jost Schömann-Finck gemeinsam mit Jochen und Martin Kühner sowie Tobias Franzmann Deutscher Meister im Leichtgewichts-Vierer ohne Steuermann. Ebenfalls 2010 wurde Schömann-Finck gemeinsam mit den Kühner-Brüdern und Bastian Seibt aus Hamburg Europameister im portugiesischen Montemor-o-Velho. Die Saison 2010 beschloss Schömann-Finck bei den Weltmeisterschaften mit einem vierten Platz im Lgw.-Vierer mit nur 56 Hundertstelsekunden hinter Weltmeister Großbritannien; diese bittere Niederlage machte die Vierer-Mannschaft Jost Schömann-Finck, Bastian Seibt, Jochen und Martin Kühner am darauffolgenden Tag wett als sie gemeinsam mit Jan Lüke, Robby Gerhardt, Lars Wichert, Daniel Wisgott und Steuermann Albert Kowert Gold im Leichtgewichts-Achter gewannen.
In der vorolympischen Saison kam der leichte Vierer zusammengesetzt aus den Brüderpaaren Schömann-Finck und Kühner bei den Ruder-Weltmeisterschaften in Slowenien nicht in Schwung und verpasste das Finale. In der Folgesaison waren Jost und Mathias Schömann-Finck schließlich nicht mehr Teil des olympischen Leichtgewichts-Vierers, der in London Platz 9 belegte.
Im Zuge eines fünfmonatigen Aufenthalts in Neuseeland wurde Schömann-Finck Anfang des Jahres 2013 neuseeländischer Meister im Leichtgewichts-Einer. Er startete beim ersten Ruder-Weltcup 2013 in Sydney ebenfalls in dieser Bootsklasse sowohl bei den Leichtgewichten als auch in der offenen Gewichtsklasse und erreichte jeweils eine Podestplatzierung. Nach der Rückkehr nach Deutschland ruderte er wieder im leichten Vierer, der aber sowohl bei den Europameisterschaften als auch bei den Weltmeisterschaften das Finale deutlich verpasste. 2014 wechselte Jost Schömann-Finck in den Skullbereich und startete ein letztes Mal bei Weltmeisterschaften. Mit dem deutschen Leichtgewichts-Doppelvierer gewann er eine Silbermedaille.
Nachdem er 2015 nicht international gestartet war, konnte er sich im Winter 2015/16 für den Kader des leichten Vierers für die olympische Saison 2016 empfehlen, der allerdings noch nicht für die Olympischen Sommerspiele in Rio de Janeiro qualifiziert war. Anfang 2016 stieg Jost Schömann-Finck nach Zweifel an den Erfolgsaussichten des Vierers aus dem Projekt aus und beendete seine aktive Karriere als Ruderer.